# Theodor Vychodil
Theodor Vychodil (* 1924/1925 in Prag) ist ein ehemaliger österreichischer Basketballtrainer.

## Laufbahn
Vychodil kam in Prag zur Welt, wohnte in Wien und kam 1956 nach Düsseldorf. Dort war er als Lehrer für Physik, Chemie und Sport tätig.
Er war von 1956 bis 1961 Bundestrainer beim Deutschen Basketball Bund und betreute die Herren-Nationalmannschaft.
Vychodil leitete als Schiedsrichter des europäischen Basketballverbandes Länderspiele, unter anderem bei der Europameisterschaft 1957.